# Diócesis de Rochester (Estados Unidos)
La diócesis de Rochester (en latín: Dioecesis Roffen(sis) y en inglés: Roman Catholic Diocese of Rochester) es una circunscripción eclesiástica latina de la Iglesia católica en Estados Unidos, sufragánea de la arquidiócesis de Nueva York. La diócesis tiene al obispo Salvatore Ronald Matano como su ordinario desde el 6 de noviembre de 2013.

## Territorio y organización
La diócesis tiene 18 400 km² y extiende su jurisdicción sobre los fieles católicos de rito latino residentes en el estado de Nueva York en los condados de Cayuga, Chemung, Livingston, Monroe, Ontario, Schuyler, Seneca, Steuben, Tioga, Tompkins, Wayne y Yates.
La sede de la diócesis se encuentra en la ciudad de Rochester, en donde se halla la Catedral del Sagrado Corazón.
En 2020 en la diócesis existían 86 parroquias.
La región que comprende la diócesis se extiende desde su frontera norte en la costa sur del lago Ontario a través de la región Finger Lakes en la frontera sur de Nueva York-Pensilvania.

## Historia
La diócesis fue erigida el 3 de marzo de 1868 con el breve Summi apostolatus del papa Pío IX, obteniendo el territorio de la diócesis de Búfalo.
El 10 de diciembre de 1896, en virtud de la carta apostólica Quum ex apostolico del papa León XIII, se expandió, incorporando cuatro condados (Chemung, Schuyler, Steuben y Tioga), que pertenecían a la diócesis de Búfalo.
En septiembre de 2019 la diócesis se convertía en la vigésima de los Estados Unidos —y la primera de la arquidiócesis de Nueva York— en declararse en bancarrota, en previsión de las altas cantidades que podría tener que desembolsar (entre 100 y 500 millones de dólares) ante las numerosas demandas por abusos sexuales interpuestas desde 2019 contra sus sacerdotes y otros religiosos a raíz de la aprobación de la Child Victims Act por el Estado de Nueva York.

## Estadísticas
De acuerdo al Anuario Pontificio 2021 la diócesis tenía a fines de 2020 un total de 302 136 fieles bautizados.
| Año                                                                             | Población            | Población | Población      | Sacerdotes | Sacerdotes    | Sacerdotes    | Bautizados por sacerdote | Diáconos permanentes | Religiosos | Religiosos | Parroquias |
| Año                                                                             | Bautizados católicos | Total     | % de católicos | Total      | Clero secular | Clero regular | Bautizados por sacerdote | Diáconos permanentes | Varones    | Mujeres    | Parroquias |
| ------------------------------------------------------------------------------- | -------------------- | --------- | -------------- | ---------- | ------------- | ------------- | ------------------------ | -------------------- | ---------- | ---------- | ---------- |
| 1950                                                                            | 320 000              | 975 000   | 32.8           | 422        | 352           | 70            | 758                      |                      | 70         | 1309       | 169        |
| 1966                                                                            | 449 198              | 1 206 446 | 37.2           | 586        | 411           | 175           | 766                      |                      | 278        | 1505       | 190        |
| 1970                                                                            | 450 000              | 1 206 446 | 37.3           | 504        | 350           | 154           | 892                      |                      | 223        | 1460       | 195        |
| 1976                                                                            | 358 850              | 1 439 600 | 24.9           | 508        | 399           | 109           | 706                      |                      | 154        | 1115       | 161        |
| 1980                                                                            | 369 840              | 1 467 300 | 25.2           | 502        | 404           | 98            | 736                      |                      | 153        | 1045       | 161        |
| 1990                                                                            | 392 748              | 1 421 800 | 27.6           | 389        | 303           | 86            | 1009                     | 74                   | 144        | 839        | 161        |
| 1999                                                                            | 337 613              | 1 479 727 | 22.8           | 339        | 277           | 62            | 995                      | 121                  | 39         | 681        | 161        |
| 2000                                                                            | 294 827              | 1 565 733 | 18.8           | 315        | 251           | 64            | 935                      | 105                  | 102        | 687        | 180        |
| 2001                                                                            | 338 501              | 1 470 304 | 23.0           | 306        | 253           | 53            | 106                      | 109                  | 94         | 667        | 171        |
| 2002                                                                            | 340 000              | 1 490 891 | 22.8           | 322        | 258           | 64            | 1055                     | 111                  | 102        | 647        | 159        |
| 2003                                                                            | 341 500              | 1 489 576 | 22.9           | 298        | 236           | 62            | 1145                     | 93                   | 110        | 651        | 158        |
| 2004                                                                            | 341 500              | 1 485 837 | 23.0           | 305        | 244           | 61            | 1119                     | 115                  | 92         | 588        | 151        |
| 2010                                                                            | 354 000              | 1 557 000 | 22.7           | 253        | 201           | 52            | 1399                     | 127                  | 81         | 481        | 124        |
| 2011                                                                            | 357 000              | 1 570 000 | 22.7           | 247        | 193           | 54            | 1445                     | 135                  | 81         | 468        | 106        |
| 2014                                                                            | 365 000              | 1 604 000 | 22.8           | 207        | 165           | 42            | 1763                     | 131                  | 84         | 423        | 97         |
| 2017                                                                            | 372 000              | 1 527 000 | 24.4           | 228        | 179           | 49            | 1631                     | 141                  | 78         | 643        | 90         |
| 2020                                                                            | 302 136              | 1 559 140 | 19.4           | 188        | 164           | 24            | 1607                     | 92                   | 48         | 482        | 86         |
| Fuente: Catholic-Hierarchy, que a su vez toma los datos del Anuario Pontificio. |                      |           |                |            |               |               |                          |                      |            |            |            |

La diócesis creció a medida que los inmigrantes católicos llegaron hasta el oeste de Nueva York, con un pico en la década de 1960. Desde entonces, la población católica se ha estabilizado, mientras que el número de presbíteros ordenados (sacerdotes) y religiosas (hermanas) se ha reducido.
- En 1909, había 121 000 católicos en 93 parroquias, 36 misiones y 53 escuelas parroquiales, con 18 000 alumnos. Había 164 sacerdotes y más de 500 hermanas.
- En 1938, había 223 657 católicos en 129 parroquias, 36 misiones y 72 escuelas parroquiales que servían a 23 796 alumnos. Había 289 sacerdotes diocesanos activos.
- En 1966, había 361 790 católicos en 155 parroquias, 36 iglesias de las misiones y 99 escuelas parroquiales primarias que contaban con 45 540 alumnos. Había 371 sacerdotes activos y 1549 hermanas.
- En 1978, había 358 850 católicos en 161 las parroquias, 29 iglesias de las misiones y 75 escuelas que atendían a 19 526 alumnos. Había 311 sacerdotes activos y 1095 religiosas.
- En 1992, había 361 384 católicos en 162 parroquias y 58 escuelas primarias que contaban con 11 992 alumnos. Había 208 sacerdotes activos y 842 hermanas.

### Escuelas elementales
La diócesis abarca 12 condados de Nueva York, con alrededor de 350 000 católicos y más de 125 comunidades de fe (parroquias), 39 escuelas primarias diocesanas y 7 escuelas parroquiales independientes.
- Aquinas Institute, Rochester
- Bishop Kearney High School, Irondequoit near Rochester
- DeSales High School, Geneva
- McQuaid Jesuit High School, Rochester
- Nazareth Academy, Rochester
- Notre Dame High School, Elmira
- Our Lady of Mercy High School, Rochester

## Episcopologio
- Bernard John Joseph McQuaid † (3 de marzo de 1868-18 de enero de 1909 falleció)
- Thomas Francis Hickey † (18 de enero de 1909 por sucesión-30 de octubre de 1928 renunció[7])
- John Francis O'Hern † (4 de enero de 1929-22 de mayo de 1933 falleció)
- Edward Aloysius Mooney † (28 de agosto de 1933-26 de mayo de 1937  nombrado arzobispo de Detroit)
- James Edward Kearney † (31 de julio de 1937-21 de octubre de 1966 renunció[8])
- Fulton John Sheen † (21d e octubre de 1966-6 de octubre de 1969 renunció[9])
- Joseph Lloyd Hogan † (6 de octubre de 1969-22 de noviembre de 1978 renunció)
- Matthew Harvey Clark (23 de abril de 1979-21 de septiembre de 2012 retirado)
- Salvatore Ronald Matano, desde el 6 de noviembre de 2013